# Eremospatha dransfieldii
Eremospatha dransfieldii är en enhjärtbladig växtart som beskrevs av Sunderl. Eremospatha dransfieldii ingår i släktet Eremospatha och familjen Arecaceae.
Artens utbredningsområde är Ghana. Inga underarter finns listade i Catalogue of Life.